# Port lotniczy Atuona
Port lotniczy Atuona – port lotniczy położony w Atuona, na wyspie Hiva Oa, należącej do Polinezji Francuskiej.

## Linie lotnicze i połączenia
| Linia Lotnicza | Kierunek                                     |
| -------------- | -------------------------------------------- |
| Air Moana      | 1. Nuku Hiva 2. Papeete                      |
| Air Tahiti     | 1. Nuku Hiva 2. Papeete 3. Ua Huka 4. Ua Pou |